# По калдъръмите на Галата
„По калдъръмите на Галата“ (на английски: Up and Down Galata) е турски документален филм на режисьора Чаган Дуран от 2015 г.

## Сюжет
Внимание:  Текстът по-долу разкрива сюжета на произведението (или части от него)!
Филмът представя историята на антикварната книжарница „Librairie de Pera“, която е отворена в началото на XX век в квартал Галата в Истанбул. През годините тя става свидетел на редица промени. Книжарницата е затворена през 2013 г., като остават спомените на хората на изкуството и на местните търговци.